# Pseudotrillium
Pseudotrillium (лат.) — монотипный род однодольных растений семейства Мелантиевые (Melanthiaceae), представленный видом Pseudotrillium rivale (S.Watson) S.B. Farmer. Этот вид, ранее описывавшийся как Trillium rivale S.Watson, был перенесён в состав отдельного рода американской учёной-ботаником Сьюзан Б. Фармер в 2002 году.
В ряде современных морфологических классификаций Триллиум, Pseudotrillium и ещё два близких рода выделяются в семейство Триллиевые (Trilliaceae), в рамках которого Pseudotrillium считается базальной группой. В системах группы APG, основанных на молекулярном анализе ДНК, это семейство не выделяется.

## Распространение
Единственный вид является эндемиком северо-запада США. Распространён от юго-запада Орегона до северо-запада Калифорнии.

## Общая характеристика
Корневищный геофит. Стебель высотой 5—20 см.
Листья по три на каждом растении, собраны в мутовку под цветком, в очертании от ланцетных до яйцевидных, кожистые, заострённые до острых.
Цветки одиночные, обоеполые, внутренние листочки околоцветника яйцевидно-сердцевидные, белого или розового цвета, с мелкими пурпурными пятнышками, внешние — зелёные, маленькие, эллипсоидно-ланцетовидные.
Плод — ягодообразная коробочка, мясистая, как правило не вскрывающаяся.
Цветёт с апреля по июнь.
Гаплоидный набор хромосом — n=5.